# Swope Soccer Village
Das Swope Soccer Village ist ein Fußballkomplex auf dem Gelände des Swope Park in Kansas City, Missouri, Vereinigte Staaten. Insgesamt besteht der Komplex aus neun Fußballfeldern, davon sechs Kunstrasen- und drei Naturrasenplätzen. Der Sportkomplex wurde im Jahr 2007 eröffnet und im Jahr 2014 erweitert. Die Anlage wird als öffentlich-private Partnerschaft zwischen der Stadt Kansas City und Sporting Kansas City aus der Major League Soccer betrieben.
Das Hauptstadion Children’s Mercy Victory Field hat ein Fassungsvermögen von 3.557 Zuschauern und ist seit 2015 die Heimspielstätte des Fußballteams FC Kansas City aus der National Women’s Soccer League (NWSL) sowie der Swope Park Rangers aus der United Soccer League (USL). Zudem tragen die Nachwuchsmannschaften von Sporting Kansas City hier ihre Heimspiele aus.